# Ферндејл (Калифорнија)
Ферндејл (енгл. Ferndale) град је у америчкој савезној држави Калифорнија. По попису становништва из 2010. у њему је живело 1.371 становника.

## Демографија
Према попису становништва из 2010. у граду је живело 1.371 становника, што је 11 (0,8%) становника мање него 2000. године.
| Група             | 2000.         | 2010.         |
| Белци             | 1.260 (91,2%) | 1.233 (89,9%) |
| Афроамериканци    | 4 (0,3%)      | 1 (0,1%)      |
| Азијати           | 8 (0,6%)      | 20 (1,5%)     |
| Хиспаноамериканци | 59 (4,3%)     | 77 (5,6%)     |
| Укупно            | 1.382         | 1.371         |